# Арка на Тит
Арката на Тит (на италиански: Arco di Tito; на латински: Arcus Titi) е построена в чест на победата (триумфа) на император Тит в Юдея и завладяването на Ерусалим. Арката е еднопроходна и е висока 15,4 м. Тя е обсипана богато с релефи. Под арката минава главната улица на Римския форум – Виа Сакра. Построена е от император Домициан скоро след смъртта на неговия по-голям брат Тит през 81 г. в чест на превземането на Йерусалим през 70 г. Във вътрешността на арката, от едната страна е изобразен император Тит на колесница, коронован като победител, а от другата – плячката от разграбения Йерусалим.
В най-високата част на свода е изобразен Тит след смъртта му – вдигнат на небето от орел. Това изображение е препратка към легендата на Ромул, който също след смъртта си бил взет на небето от орел.
След тази победа израелската държава е опустошена, израелтяните се разпръскват по света и държавата им не съществува като обособена единица през следващите почти 2000 години, докато не е създаден съвременен Израел.

## Посвещение
Надписът на арката гласи:
SENATVS
POPVLVSQVE·ROMANVS
DIVO·TITO·DIVI·VESPASIANI·F(ILIO)
VESPASIANO·AVGVSTO
„Сенатът и римският народ (посвещават или издигнали тази арка) на божествения Тит Веспасиан Август, син на божествения Веспасиан“